# Aes grave
Aes grave (slovensko težak bron) je izraz, s katerim numizmatiki označujejo ulite bronaste kovance, ki so bili v 4. in 5. stoletju pr. n. št. v obtoku v osrednji Italiji. Kovanci so bili na splošno označeni s črkama I (as) in S (semis) in kroglicami, ki so pomenile maso v unčah. Standardne mase asov so bile 272, 327 ali  341 gramov, odvisno od izdajatelja.
Na glavnih rimskih ulitih kovancih so bila naslednje podobe in oznake:
| Podoba           | Vrednost | oznaka         |
| ---------------- | -------- | -------------- |
| Janus            | as       | I              |
| Jupiter          | semis    | S              |
| Minerva          | triens   | štiri kroglice |
| Herkul           | kvadrans | tri kroglice   |
| Merkur           | sekstans | dve kroglici   |
| Bellona ali Roma | uncija   | ena kroglica   |

Ulite bronaste kovance so izdajala mesta Rim, Ariminum (Rimini), Iguvium (Gubbio), Tuder (Todi), Ausculum (Ascoli Piceno), Firmum (Fermo), Hatria - Hadria (Atri), Luceria (Lucera) in Latinci. Druga serije kovancev so nezanega porekla.

## Galerija
- as (okoli 240–225 pr. n. št.)
- semis
- triens (okoli 241–235 pr. n. št.)
- kvadrans (okoli  230–226 pr. n. št., masa 63,19 g)
- sekstans (okoli  289–245 pr. n. št.)
- kvinkunks (po 220 pr. n. št.)
- teruncij (Apulija, Lucerija, okoli 220 pr. n. št.)
- uncija (okoli  275–270 pr. n. št.)